# Évreux Athletic Club (football)
L'Évreux Athletic Club, abrégé en Évreux AC, est un club de football français fondé en 1909[réf. nécessaire], disparu en 2009 et situé à Évreux.
Le club fusionne en juin 2009 avec l'Amicale laïque de la Madeleine d'Évreux football pour former l'Évreux Football Club 27.

## Historique
Le club est fondé en 1909 sous le nom de « Sporting Club d'Évreux ». Le SC Évreux rejoint la structure omnisports de l'Évreux AC en 1942.
Le club évolua une saison en D2 en 1971-1972.

## Palmarès
- Division 3 Gr. Ouest
  - Vice-Champion : 1971

- Division 4 Gr. B
  - Vice-Champion : 1986

- DH Normandie (5)
  - Champion : 1960, 1964, 1970, 1985, 2004
  - Vice-Champion : 1948, 1952, 1962, 2000

- PH Normandie (2)
  - Champion : 1946, 1959

- Coupe de Normandie (3)
  - Vainqueur : 1964, 1967, 1972
  - Finaliste : 1947, 1971, 1990

## Entraîneurs
| Nom                | Période   |
| ------------------ | --------- |
| André Corbeau      | 1948-?    |
| Alphonse Pierre    | 1957-1963 |
| Dominique Berthaud | 1989-1992 |
| Dominique Berthaud | 1997-1999 |

## Anciens joueurs
- Claude Le Roy
- Christophe Cocard
- Aloïs Confais